# Electrogravimetría

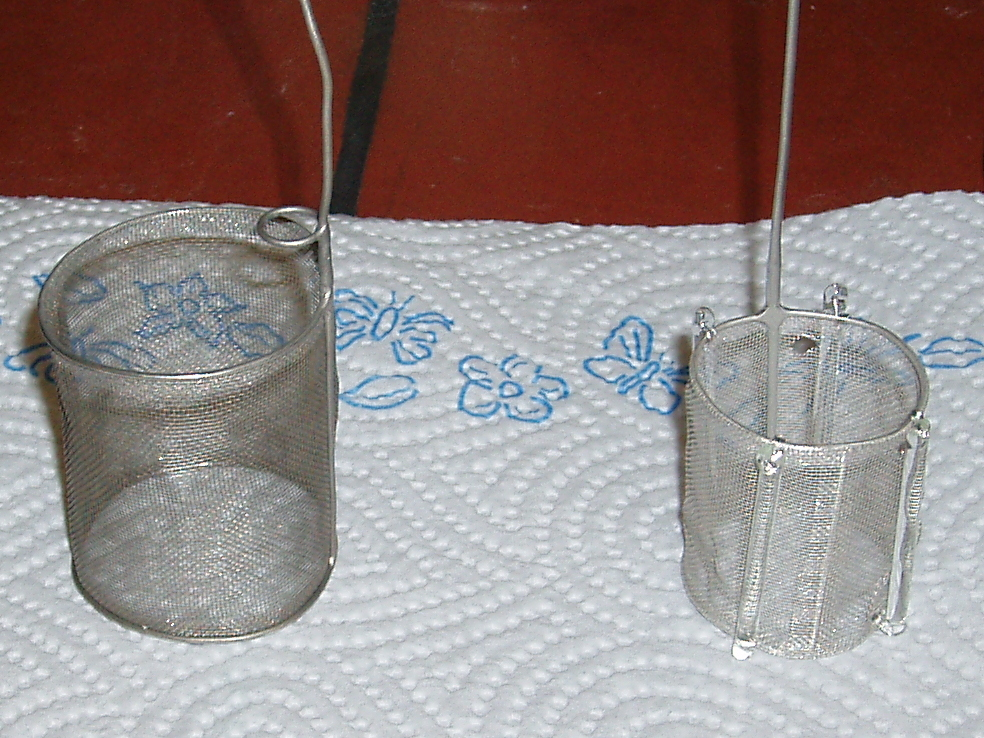
Electrodos de platino para electrogravimetría

La electrogravimetría o gravimetría por electrodeposición, es una técnica de análisis químico cuantitativo generalmente utilizada para la determinación de sustancias que pueden depositarse, previa reducción u oxidación electrolítica, sobre un electrodo de metal adecuado, generalmente platino. Una vez concluida la reacción de electrólisis y bajo el supuesto de que el analito se ha depositado en su totalidad sobre el electrodo, se establece por diferencia de pesada de dicho electrodo, la cantidad de analito presente en la muestra.

## Fundamento
Los inicios de la técnica tienen su origen en las determinaciones de cobre por electrodeposición sobre un electrodo de platino realizadas por el químico estadounidense Oliver Wolcott Gibbs en 1864,  considerándose esta, como la primera aplicación de un método electroquímico al análisis cuantitativo. En los treinta años siguientes se empleó la electrogravimetría de forma regular para la determinación de numerosos metales. En la práctica, el electrodo sobre el que se deposita la especie electroactiva, se pesa antes y después de la electrólisis, la diferencia de masa producida por el material depositado conduce al resultado final.
El método es, en realidad, una electrólisis total, en la que el producto de la reacción electroquímica se deposita cuantitativamente (>99%) sobre un electrodo de una forma adherente factible de ser pesada; es decir, tras la electrodeposición el electrodo debe poder ser lavado, para eliminar y arrastrar las sustancias solubles procedentes de la disolución y debe poder ser secado, en ambos casos, sin que se desprenda el material electrodepositado. Este depósito puede ser un metal o un material insoluble de composición perfectamente definida, como cloruro de plata o óxidos metálicos. El electrodo sobre el que se electrodeposita el analito suele ser de platino y tiene que presentar una gran superficie. Para facilitar la migración de los iones desde la disolución hasta el electrodo, la disolución con el analito debe de estar agitada durante el proceso.
Al tratarse de una electrólisis, esta está regida cuantitativamente por las leyes de Faraday y por las reacciones en los electrodos. La primera ley de Faraday dice: “la masa de cualquier sustancia, depositada o disuelta en el electrodo, es proporcional a la cantidad de electricidad (culombios) que pasa a través del electrolito”. La segunda ley nos dice: “las masas de diferentes sustancias depositadas o disueltas en un electrodo por un mismo número de culombios son proporcionales a sus pesos equivalentes”. Para descomponer un equivalente gramo de cualquier electrolito o para liberar un equivalente gramo de cualquier anión o catión se requiere la cantidad de 96500 culombios, esta cantidad de electricidad se denomina constante de Faraday (F). En definitiva, la masa se sustancia depositada sobre el electrodo estará relacionada con la intensidad de la corriente  impuesta y con el  tiempo invertido en el proceso.
{\displaystyle m=I\cdot t\cdot {{P_{eq}} \over {F}}}
La electrogravimetría puede llevarse a cabo a intensidad constante, cuando solamente existe una sustancia electroactiva que pueda depositarse sobre el electrodo, por lo que el dispositivo con el que llevar a cabo la electrodeposición deberá permitir mantener esta variable lo más constante  y elevada posible a lo largo del proceso analítico. Como electrólito soporte se utilizan sustancias que eviten reacciones indeseables, habitualmente ácido sulfúrico. El empleo de otros electrólitos como el ácido clorhídrico o sales que contengan cloruro, no es recomendable, pues se genera desprendimiento de cloro gaseoso en el ánodo, que puede atacar a este. La electrogravimetría a intensidad constante no es posible llevarla a cabo cuando en la disolución analítica hay más de una sustancia electrodepositable. En estos casos hay que realiza la electrólisis a potencial controlado para que solo se deposite en el electrodo la especie deseada y el dispositivo a utilizar debe permitir fijar esta variable. Mediante este procedimiento es posible analizar mezclas de diferentes analitos. 